# 裴炯
裴炯（？—527年4月13日），字休光，小字黄头，河东郡闻喜县（今山西省运城市闻喜县）人，出自河东裴氏定著五房之一的南来吴裴，北魏官员。

## 生平
景明初年，裴炯的父亲裴飏将要封义阳县开国伯，诏命还未送到，裴飏就为贼寇所杀。魏宣武帝元恪认为裴飏功勋没有建立就去世，裴炯不得承袭封爵。魏孝明帝元诩初年，裴炯向执政大臣行贿，才被封为城平县开国伯，食邑八百户。裴炯很有文学才能，善于侍奉和结交权贵。领军元乂收受了裴炯贿赂的黄金和布帛，裴炯因此出任镇远将军、散骑常侍、扬州大中正，进爵为侯，改封高城县侯，增加食邑一千户。裴炯不久兼任尚书右丞，外任东郡太守。孝昌三年二月庚申（527年4月13日），东郡城中百姓赵显德反叛，裴炯被杀死。朝廷赠予散骑常侍、镇东将军、青州刺史，高城县开国侯如故，谥号简。

## 家庭

### 父亲
- 裴飏，北魏辅国将军、南司州刺史、义阳县侯

### 儿子
- 裴斌，东魏广州长流参军、高城县侯，北齐接受禅让后，爵位依例降低